# Swingin’ Utters
Die Swingin’ Utters sind eine Punkrockband aus Kalifornien.

## Geschichte
Gegründet wurden sie von Sänger Johnny Bonnel, den Gitarristen Max Huber und Darius Koski, Bassist Kevin und Drummer Greg McEntee. Der Platz des Bassisten hatte eine häufig wechselnde Besetzung und so wurde ihre erste LP mit sechs unterschiedlichen Bassisten eingespielt. Derzeit hat Spike Slawson, der auch bei Me First and the Gimme Gimmes spielt, diese Stelle besetzt. Ihr Markenzeichen sind trashige E-Gitarren-Sounds mit einigen Folk-Einlagen. Das genaue Gründungsdatum ist nicht mehr bekannt, jedoch ordnen sie sich selbst in das Ende der 1980er- bzw. den Anfang der 1990er-Jahre ein. Die Band, die ursprünglich aus Santa Cruz stammt, zog bald nach San Francisco. Dort veröffentlichte sie auf kleineren Labels wie Side One und IFA Records diverse Singles und EPs, bis sie 1995 ihre erste LP The Streets of San Francisco auf dem Label New Red Archives veröffentlichten.
Diese bescherte ihnen Aufmerksamkeit sowie den Preis für das beste Debütalbum bei den Bay Area Music Awards.
Nach Auftritten bei der ersten Vans Warped Tour und Auftritten mit Rancid unterzeichneten sie einen Vertrag bei Fat Wreck Chords. 1996 veröffentlichten sie A Juvenile Product of the Working Class und zwei Jahre später Five Lessons Learned. Zusätzlich wurden die EPs Sounds Wrong (1998) und Brazen Head (1999) wiederveröffentlicht. Ein Jahr später folgten das Album Swingin’ Utters und Touren mit den Dropkick Murphys und The Damned. 2002 stieg der Gitarrist Max Huber aus und wurde nicht ersetzt. Dead Flowers, Bottles, Bluegrass, and Bones veröffentlichten sie 2003. Im Jahr 2008 wurde die B-Seiten-Sammlung "Hatest Grits: B-Sides And Bullshit" veröffentlicht. 

## Diskografie

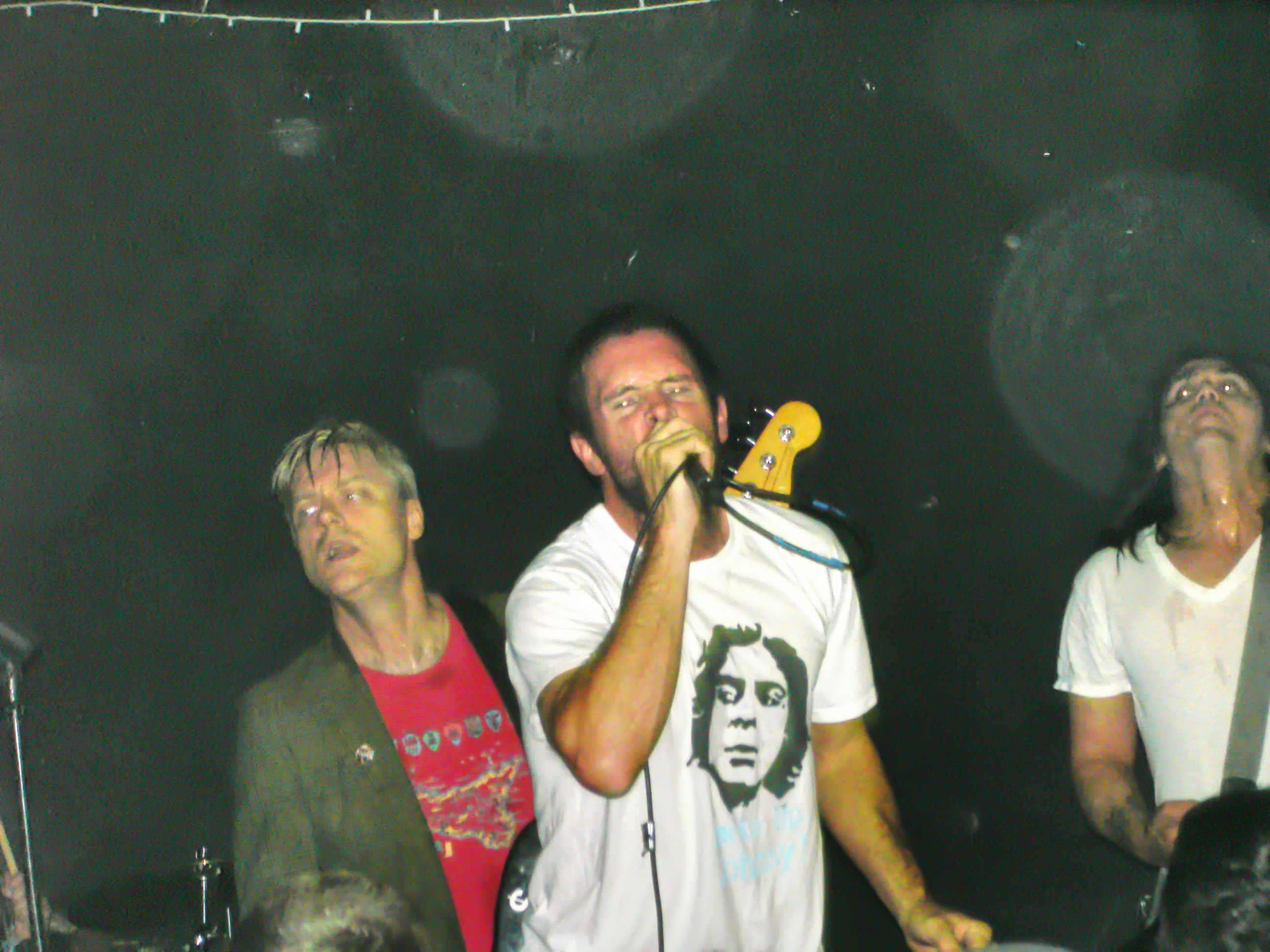
Swingin' Utters 2009

- 1992: Scared (EP, Quality of Life)
- 1995: The Streets of San Francisco (New Red Archives)
- 1995: The Sounds Wrong E.P.
- 1996: More Scared: The House of Faith Years
- 1997: A Juvenile Product of the Working Class
- 1998: Five Lesson Learned
- 1999: Brazenhead E.P.
- 1999: BYO Split Series / Volume II (Split-Album mit Youth Brigade, Better Youth Organization)
- 2000: Swingin’ Utters
- 2003: Dead Flowers, Bottles, Bluegrass, and Bones
- 2003: Swingin Utters: Live in a Dive
- 2008: Hatest Grits: B-Sides And Bullshit
- 2010: Brand New Lungs E.P.
- 2010: Taking The Long Way E.P.
- 2011: Here, Under Protest
- 2013: Poorly Formed
- 2014: Fistful Of Hollow